# Kishin Shinoyama

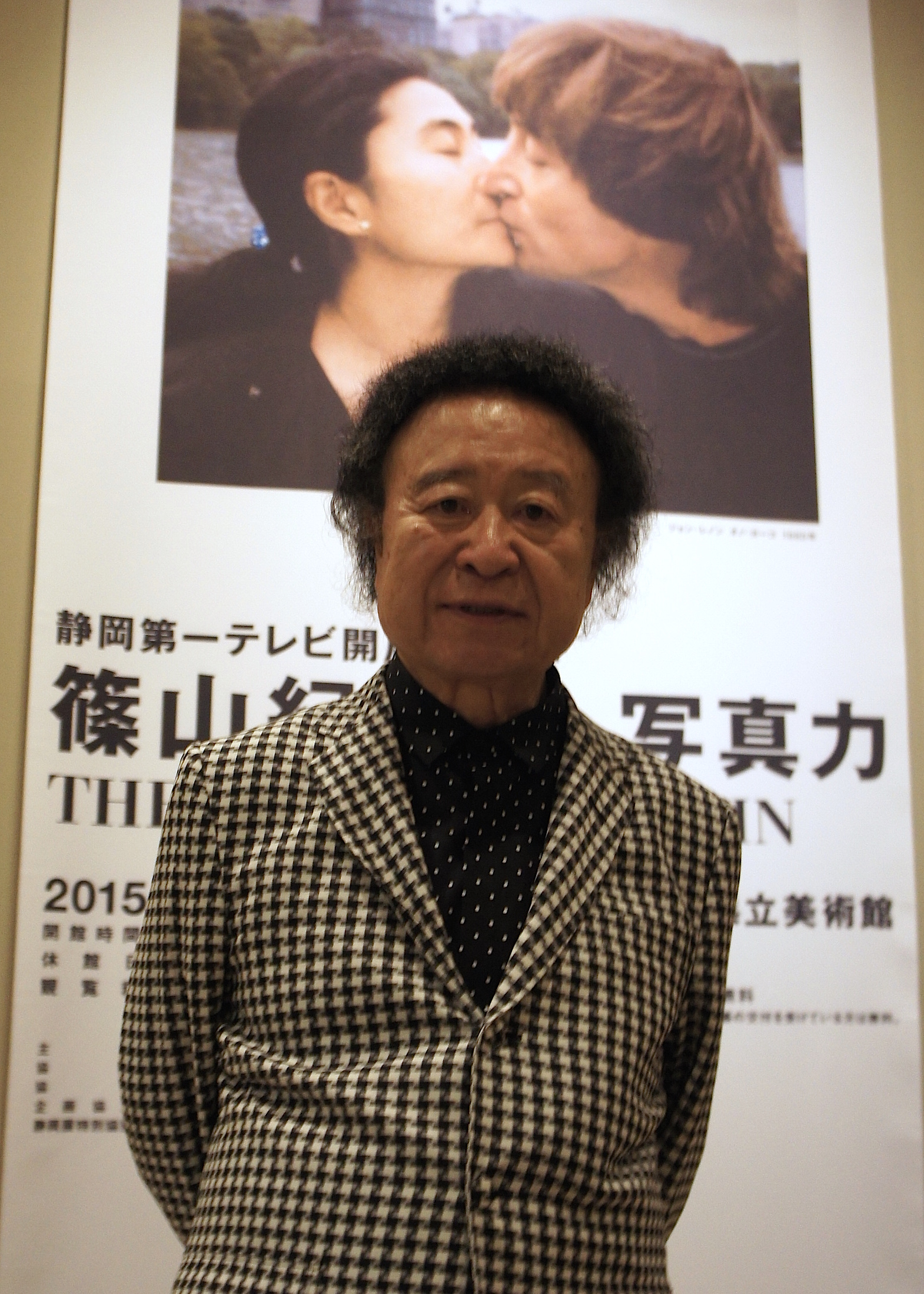
Kishin Shinoyama

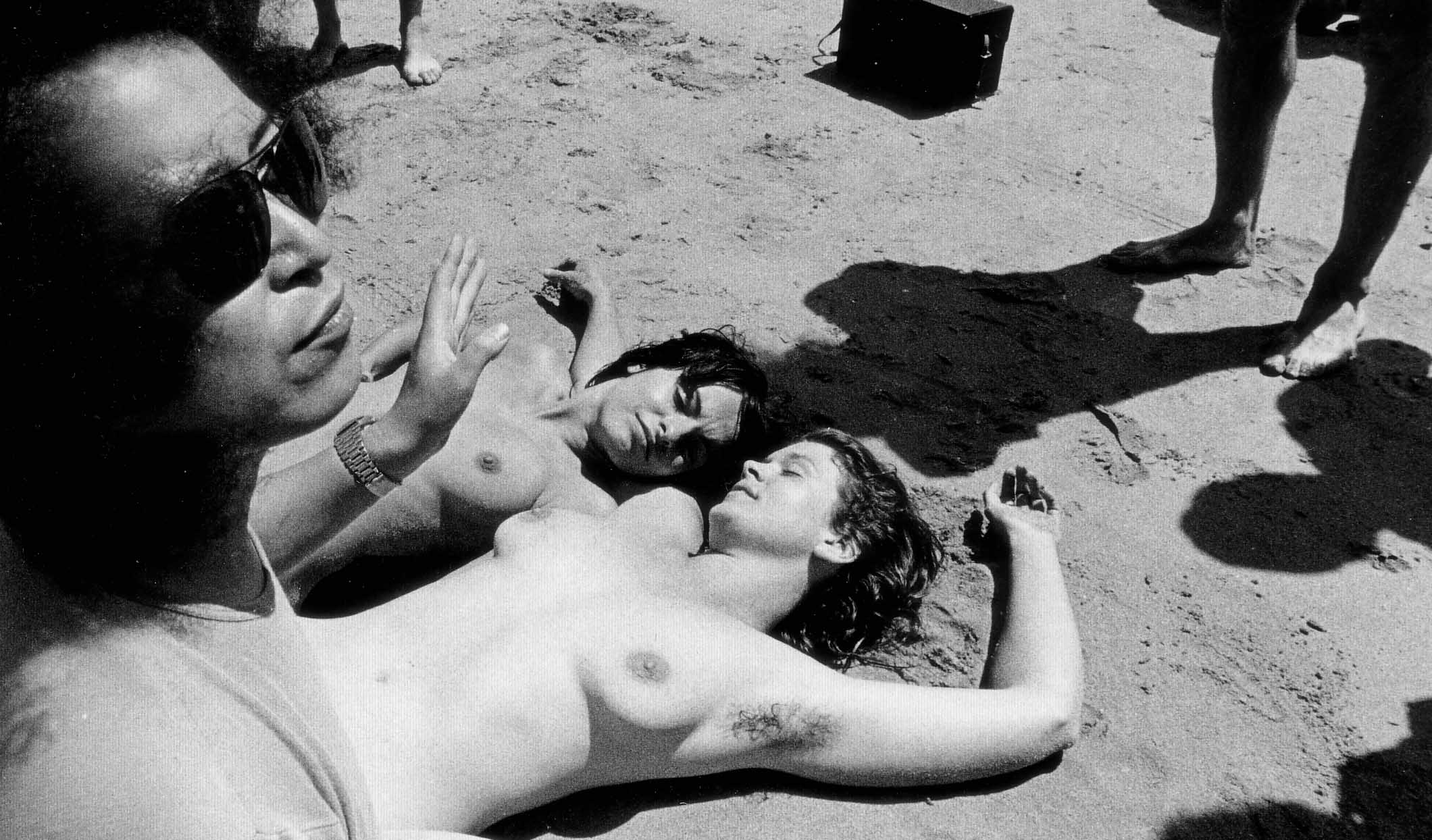
Shinoyama bei der Arbeit

Kishin Shinoyama (japanisch 篠山 紀信 Shinoyama Kishin, Vorname eigentlich Michinobu gelesen; * 3. Dezember 1940 in Tokio; † 4. Januar 2024) war ein japanischer Fotograf.

## Leben und Wirken
Shinoyama studierte an der Fotoabteilung der Fakultät für Kunst der Nihon-Universität. 1961 begann er, während er noch studierte, für die Firma Light Publicity Company zu arbeiten und wurde im selben Jahr mit dem ersten Preis der „Japan Advertising Photographers’ Association“ (日本広告写真家協会 Nihon kōkoku shashinka kyōkai) ausgezeichnet. 1963 schloss er sein Studium an der Nihon-Universität ab.
1965 publizierte Shinoyama „Atsui nikutai“ (熱い肉体 ‚Heißes Fleisch‘). Im folgenden Jahr erhielt er den „Preis für neue Künstler“ der „Photography Critics Association of Japan“ (日本写真批評家協会 Nihon shashin hihyōka kyōkai). 1968 verließ er die Light Publishing Co. Nach seiner Einzelausstellung unter dem Titel „Tanjō“ (誕生 ‚Geburt‘) im selben Jahr erfuhr er eine noch größere Aufmerksamkeit mit „Shi no tani“ (死の谷 ‚Tal des Todes‘). Auf der „Photo Kina Exhibit“ präsentierte er „Nude“ und gewann damit den Jahrespreis der „Japan Professional Photographers’ Society“ (日本写真家協会 Nihon shashinka kyōkai).
1973 schloss Shinoyama sich der „Japan-China Photographers’ Friendship Association“ an und besuchte China. Im selben Jahr gewann er den „Mombudaijin shō“ (文部大臣賞 ‚Preis des Kultusministers‘) und die Auszeichnung des Verlages Kōdansha. 1975 wurde er zum Harlequin Festival in Frankreich eingeladen. 1977 stellte er seine Serie „Ie“ (家 ‚Zu Hause‘) auf der „Modern Japanese Photography Exhibition“ in Australien aus. 1979 publizierte er „Gekisha – 135nin onna-tomodachi“ (激写・135人の女ともだち ‚[etwa] Aufregende Photos – 135 Freundinnen‘). Er zeigte seine „Tattooed Family“ (彫り物の家 Horimono no ie) auf der Ausstellung „Japanese Photography and its Origins“ in Bologna. Shinoyamas umfangreichen Seidenstraßen-Serien wurden 1981 publiziert.
Shinoyama war bekannt für seine zahllosen Serien über Schauspielerinnen, auch für seine Aktfotografien. Er gestaltete auch eine Reihe von Schallplatten-Hüllen. International bekannt wurde er mit Porträts des Beatles-Musikers John Lennon und seiner Frau Yoko Ono sowie Aufnahmen des Schriftstellers Yukio Mishima, der Sängerin Momoe Yamaguchi, der Schauspielerin Rie Miyazawa, des Pianisten Keith Jarrett und dem Kabuki-Schauspieler Bando Tamasaburo.
Kishin Shinoyama starb am 4. Januar 2024 im Alter von 83 Jahren.